# Jacques Saadé
Pour les articles homonymes, voir Saadé.
Ne doit pas être confondu avec Jacques Saada.
Jacques Rodolphe Saadé (en arabe : جاك سعادة), né le 7 février 1937 à Tripoli (Liban) et mort le 24 juin 2018 à Marseille, est un homme d'affaires franco-libanais d’origine syrienne,,, fondateur et ancien président du groupe CMA CGM, troisième compagnie de fret maritime dans le monde, et première en France.
En 2018, peu avant sa mort, sa fortune est évaluée à 6 milliards d'euros, faisant de lui la 12e fortune française selon le magazine Forbes.

## Biographie

### Origines et formation
Jacques Saadé naît le 7 février 1937 à Tripoli au Liban au sein d'une famille syrienne chrétienne orthodoxe. Il grandit au Liban. Son père était Rodolphe Saadé et sa mère était issue d’une famille libanaise importante originaire de la région du Hauran en Syrie,,,,,,,,,,,,,,,,,,.
Diplômé de la London School of Economics en 1957, il reprend en 1958 l’affaire familiale après la mort de son père. Celui-ci avait « monté des usines en Syrie, on produisait du tabac, du grain de coton, de l’huile d’olive, des glaçons etc. »,.
Mais la politique baasiste du président syrien Hafez Al-Assad, qui a décidé de nationaliser massivement l'économie de son pays, fait perdre aux Saadé leur affaire familiale. Ce qui les amène à devoir quitter la Syrie. Ils s'installent alors à Beyrouth.

### Carrière dans l'industrie maritime
Sur les conseils de son père après son diplôme, Jacques Saadé part faire un stage à New York pour se former au transport maritime. C’est à cette occasion qu’il découvre le conteneur (d’une contenance de 33 m³ pour le 20 pieds et de 67 m³ pour le 40 pieds), utilisé à l’époque par l’armée américaine. Il déclare : « J’ai pensé que le conteneur était une excellente idée pour le transport car c’était fermé, facile, rapide. »
En 1978, il doit de nouveau émigrer, cette fois-ci à cause de la guerre civile au Liban. Il s'installe alors à Marseille où il crée la Compagnie maritime d’affrètement (CMA). Les débuts sont très modestes, car à sa fondation, la CMA n'a que quatre collaborateurs, un seul navire, et n'effectue qu'un seul service, une unique ligne reliant Marseille à Beyrouth via Livourne (Italie) et Lattaquié (Syrie). Après un très long conflit judiciaire l'opposant à son frère Johnny, Jacques Saadé parvient à prendre la prédominance dans la capitalisation et la direction du groupe CMA. Il lance alors le développement de nouvelles lignes, ayant la conviction que dans un contexte de hausse spectaculaire des échanges internationaux, le conteneur va être l'élément moteur du trafic maritime. À partir de 1983, les navires de la CMA naviguent au-delà de la Méditerranée en franchissant le canal de Suez. Pressentant que l'Asie va devenir « l'atelier du monde », il ouvre en 1986 la première ligne entre l’Europe du Nord et l’Asie, puis il inaugure en 1992 le premier bureau commercial de CMA en Chine, à Shanghaï. En 1996, il achète à bas prix la Compagnie générale maritime (CGM, issue de la fusion de la Transat et des Messageries maritimes) que le gouvernement Juppé II souhaite privatiser après l'avoir renflouée à très grand frais. Il rachète ensuite Delmas en 2005, et l’ensemble CMA-CGM devient à partir de 2006 le numéro trois mondial du secteur du transport maritime.
Décrit comme proche du Rassemblement pour la République (RPR) alors au pouvoir, il est mis en examen pour abus de biens sociaux en février 1999 dans une enquête sur la privatisation de la CGM, dont il a bénéficié.
En 2011, il devient président directeur général du groupe CMA-CGM. Après une perte en 2016, le groupe avait largement renoué avec les bénéfices en 2017, dégageant 701 millions de dollars de bénéfice net pour un chiffre d’affaires de plus de 21 milliards de dollars.
Le 8 février 2017, Rodolphe Saadé, son fils, est nommé au poste de directeur général de CMA-CGM. Jacques Saadé conserve la présidence de l'entreprise. 
Le 24 novembre 2017, à la suite de l'accession de Rodolphe Saadé au poste de président-directeur général du groupe CMA-CGM, Jacques Saadé en devient « président fondateur ». 
En 2018, sa fortune est évaluée à 6 milliards d'euros, faisant de lui la 12e fortune française selon le magazine Forbes. Il meurt le 24 juin 2018 à Marseille à l'âge de 81 ans,,. Ses obsèques ont lieu dans la cathédrale de La Major.

### Autres mandats
De 1986 à 2018, il préside la Chambre de commerce franco-libanaise. Il est, de 2010 à 2018, président du Conseil des chefs d'entreprises France-Jordanie après avoir présidé de 2006 à 2010, son comité France-Ukraine.

## Prix et distinctions
- 2007 : élu « personnalité de l'année du monde maritime » par le magazine international Seatrade
- 2009 : élevé au grade d'officier dans l'ordre national de la Légion d'honneur
- 2012 : reçoit le « Life Time Achievement » décerné par le magazine Containerisation International
- Officier de l'ordre national du Cèdre
- 2013 : nommé citoyen d’honneur de la ville de Marseille
- 2015 : commandeur de la Légion d'honneur[31]
- 2016 : élevé au grade de commandeur dans l'ordre du Mérite maritime

## Hommages
- Le plus grand porte-conteneurs propulsé au GNL (gaz naturel liquéfié) au monde a été baptisé CMA CGM Jacques Saadé[38].
- Une promotions d’élèves officiers de l’École nationale supérieure maritime (ENSM) a été baptisée Jacques Saadé[39].
- Un boulevard emblématique de Marseille est nommé Jacques-Saadé.

### Sources
- Biographie de Jacques Saadé sur le site de la CMA-CGM
- « Le capitalisme familial, un modèle qui traverse les crises »
- Saadé, confidences d'un tycoon des mers